# 米洛斯拉夫·奥什梅拉
米洛斯拉夫·奥什梅拉（捷克語：Miloslav Ošmera，1924年1月21日—2001年3月11日），捷克男子冰球运动员。他曾代表捷克斯洛伐克国家队参加1952年冬季奥林匹克运动会冰球比赛，结果队伍获得第四名。